# Cécile de Provence
Cécile ou Cécilia de Provence († entre 1147/1150) est une aristocrate issue de la famille comtale de Provence, qui par son mariage avec Bernard Aton IV Trencavel, est vicomtesse d’Albi, de Nîmes, de Carcassonne, de Razès, de Béziers et diAgde.

## Biographie

### Origines
La date de naissance de Cécile ou Cécilia de Provence n'est pas connue. Elle est la fille unique de Bertrand II, comte de Provence, et de dame Mahaud/Matilde/Matilda,,,,, dont l'origine n'est pas connue.

### Mariage
Elle est mariée en 1083,, à Bernard Aton IV Trencavel, qui gouverne six vicomtés (Albi, Nîmes par son père, Carcassonne, Béziers, d'Agde et de Razès),. Le contrat est négocié entre le comte Bertrand II et la vicomtesse Ermengarde, veuve,. Le comte dote sa fille de 5000 sous et remet en garantie dix otages. Elle est par ailleurs écartée de la succession paternelle, selon la tradition provençale,. Sa tante, Gerberge, et son époux, Girbert Ier /Gerbert, comte de Gévaudan, héritent de la part du comté de son père,.
Le couple a six enfants connus. Son mari fait élever pour elle le château de Gaïx, près de Castres, au rang de baronnie. Au cours de sa vie, elle fait de nombreux dons à l'abbaye Notre-Dame d'Ardorel, qui prospère grandement grâce à elle. Elle aurait aussi participé à la fondation de la collégiale Saint-Pierre de Burlats
Son époux, Bernard Atton IV, meurt en 1129, laissant ses biens et titres partagés inégalement entre ses trois fils. L'aîné, Roger Ier, est l'héritier principal et s'occuper de la gestion des vicomtés jusqu'à sa mort en 1150.

### Mort et sépulture
La tradition l'a fait mourir meurt, tout comme son fils aîné Roger Ier, en 1150 (Histoire générale de Languedoc). Duhamel-Amado (2001) indique cependant qu'elle meurt entre 1147 et 1050.
Elle semble avoir exprimé le souhait d'être inhumée dans l'enceinte de l'abbaye de l'Ardorel qu'elle a contribuée à fonder,.

## Famille
De son mariage en 1083 avec Bernard Aton IV Trencavel, naissent six enfants connus et probablement une septième :
- Ermengarde († 1156), mariée en 1110 à Gausfred III, comte de Roussillon ;
- Ermessinde, mariée en 1121 à Rostaing de Posquières ;
- Roger Ier († 1150), vicomte de Carcassonne, d’Albi et de Razès (1129-1150) ;
- Raimond Ier († 1167), vicomte de Béziers (1129-1167) et d'Agde (1129-1150), puis de Carcassonne, Razès et Albi (1150-1167) ;
- Bernard Aton V († 1159), vicomte de Nîmes (1129-1159) et d'Agde (1150-1159) ;
- (?) Pagane ;
- Metteline, mariée en 1105 à Arnaud de Béziers-Sauvian.